# Konomihu
El konomihu eren una llengua de la família de les llengües shasta parlada anteriorment al nord de Califòrnia, als marges del riu Salmon, Estats Units. Pot haver estat la més divergent de la família shasta, encara que és difícil de dir, ja que hi ha poc material sobre la llengua (Mithun 1999). Potser hi ha hagut només uns pocs parlants, fins i tot abans del contacte, i s'autoidentificar com shasta a començaments de segle XX (Kroeber 1925).